# Bitis peringueyi
Bitis peringueyi är en ormart som beskrevs av Boulenger 1888. Bitis peringueyi ingår i släktet Bitis och familjen huggormar. IUCN kategoriserar arten globalt som livskraftig. Inga underarter finns listade.
Arten förekommer i västra Angola och västra Namibia. Den lever i sandöknar.
Flera exemplar fångas för djurmarknaden.